# American-New-York-Klasse
Die auch als Econships bekannten Schiffe der ab 1984 gebauten American-New-York-Klasse waren eine Klasse von Containerschiffen der US-amerikanischen Reederei United States Lines (USL). Die Schiffe der auch als Daewoo Dozen (deutsch: Daewoo-Dutzend) bezeichnete Baureihe waren beim Bau die größten Containerschiffe weltweit und auch die größten Schiffe, die die Reederei jemals einsetzte. Später, bei Sea-Land, wurden sie zur Sea-Land-Atlantik-Klasse.

## Geschichte

### Beschreibung
Der Entwurf stammte vom New Yorker Schiffsingenieurbüro C.R. Cushing & Company und wurde vom Germanischen Lloyd optimiert. Die Baureihe wurde ab 1984 von der südkoreanischen Werft Daewoo Shipbuilding & Marine Engineering gebaut und abgeliefert. Die Schiffe zählen zu den Panamax-Containerschiffen und verfügen über eine Kapazität von 2300 TEU (beladene Container mit je 14 Tonnen Gewicht), beziehungsweise 4614 TEU an echten Stellplätzen. Die Schiffe verfügen über mit Cellguides ausgerüstete Laderäume, die mit Pontonlukendeckeln ohne Dichtung verschlossenen werden. Die Aufbauten sind fast ganz achtern angeordnet und verfügen über Einzelkammern für die mit 21 Mann recht kleine Besatzung. Dem Bau der Schiffe lag die damals grundlegend neue Philosophie zugrunde, verhältnismäßig langsame, aber besonders sparsame (Tagesverbrauch etwa 73,7 Tonnen Schweröl), einfach zu wartende Panmax-Schiffe mit möglichst großer Ladekapazität zu bauen. Daher wurden, ungewöhnlich für einen neuen Größenrekordhalter dieses Segments, mit den Zweitakt-Diesel-Hauptmotoren vom Typ Hyundai/Sulzer 7RLB90 nicht die seinerzeit leistungsfähigsten Dieselmotoren auf dem Markt verwendet, dafür aber Economizer verbaut um die Effizienz zu erhöhen. Die Energieversorgung wurde durch drei 1000-kW-Dieselgeneratoren und einen 300-kW-Notdiesel sichergestellt. Die Maschinenanlage ist für wachfreien Betrieb ausgelegt.
Weitere ungewöhnliche beziehungsweise noch neue Lösungen waren die Verwendung von Proviantcontainern anstelle von herkömmlichen Kühlräumen,  oder der Einbau eines Datenaufzeichnungssystems.

### Einsatz im Round-the World-Service der USL
Nach der gleichzeitigen Taufe der Schiffe American New York, American New Jersey, American Maine und American Alabama am 31. Mai 1984 kamen die Schiffe ab Frühsommer des Jahres in Fahrt. Eingesetzt wurden die Schiffe auf dem neu eingerichteten 48-tägigen ostgehenden Round-the World-Service der USL, der wöchentliche Abfahrten aller angefahrenen Häfen sicherstellen sollte. Vor dem Hintergrund der hohen Belastung durch die Finanzierung des 570 Millionen US-Dollar teuren Bauauftrages (seinerzeit der bis dato teuerste Schiffbauauftrag überhaupt), eines zügig aufgebauten Konkurrenzdienstes der Reederei Evergreen Marine aus Taiwan, sinkender Frachtraten und steigender Geschwindigkeiten der Flotten der Mitbewerber sowie moderater Brennstoffpreise konnten die Schiffe ihre konzeptionellen Vorteile nicht ausspielen. Am 24. November 1986, rund zwei Jahre nach der Jungfernreise des Typschiffs und nicht lange nach Ablieferung des letzten der zwölf Schiffe meldeten die United States Lines Konkurs an.

### Spätere Verwendung und Verbleib
1988 übernahm die Sea-Land Corporation die zwölf jeweils für etwa 47,5 Millionen US-Dollar gebauten Schiffe für rund 13 Millionen Dollar pro Einheit aus der Konkursmasse, veräußerte einen Teil der Schiffe weiter und gliederte die anderen nach einer Umbenennung als Atlantic-Klasse in ihre Dienste ein.

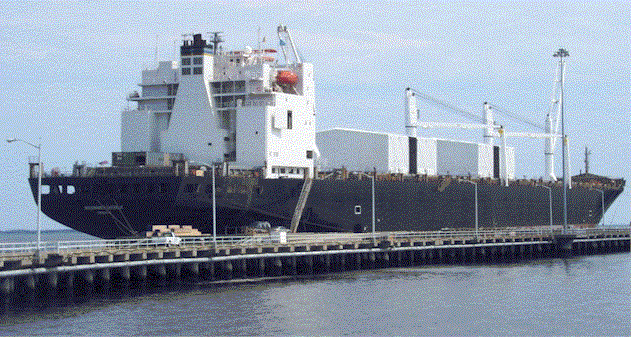
Die umgebaute Edward A. Carter

Drei der Schiffe, die Galveston Bay (ex American Kentucky), Sea-Land Value (ex American Maine) und Raleigh Bay (ex American New Jersey) trafen 1994 bei der Hamburger Werft Blohm + Voss zu einem interessanten Umbau ein, statt der sonst häufigen Verlängerung wurden die Schiffe um drei Containerbays verkürzt, mit einem strömungstechnisch verbesserten Vorschiff versehen und ihre Antriebsanlage zu einem "Vater und Sohn"-System umgebaut, um ihre Dienstgeschwindigkeit zu erhöhen. 2004 wurde Sea-Land von der Maersk Line übernommen, woraufhin die Schiffe unter altem Namen unter Maersk-Sealand-Flagge weiterbetrieben wurden.
In den Jahren 2009 bis 2011 verkaufte Maersk neun Einheiten der Klasse zur Verschrottung nach China. Zwei der Schiffe, die ehemalige American Nebraska und American Utah wurden umgebaut und dienten ab 2001 als Hilfsschiffe SSG Edward A. Carter Jr. und LTC John U.D. Page des Military Sealift Command der US-Navy. Ein letztes Schiff, die MSC Tia (ex American Maine) blieb noch bis zum Abbruch im September 2012 kommerziell in Fahrt.
In den Jahren 2015 und 2016 wurden die SSG Edward A. Carter Jr. und die LTC John U.D. Page beim Military Sealift Command durch zwei Schiffe der Cap-San-Klasse ersetzt und ebenfalls verschrottet.

## Die Schiffe
| Econships           | Econships | Econships  | Econships          | Econships    | Econships |
| Schiffsname         | Baunummer | IMO-Nummer | Ablieferung        | Auftraggeber | Spätere Namen und Verbleib |
| ------------------- | --------- | ---------- | ------------------ | ------------ | --- |
| American New York   | 4001      | 8212611    | Juni 1984          | USL          | Catherine K, Nedlloyd Holland, Sea-Land Florida, 2009 Abbruch in Changjiang (China)                                           |
| American New Jersey | 4002      | 8212623    | 1984               | USL          | Elizabeth L, Raleigh Bay, 1994 verkürzt, Sea-Land Motivator, ab 15. April 2009 Abbruch in China                               |
| American Maine      | 4003      | 8212635    | 20. September 1984 | USL          | 1987 Kim D, 1994 verkürzt, Sea-Land Value, 2007 MSC Tia, ab 8. September 2012 in Alang verschrottet                           |
| American Alabama    | 4004      | 8212647    | 1984               | USL          | 1987 Leyla A, 1988 Sea-Land Achiever, 1994 Galveston Bay, 2000 Sea-Land Achiever, ab 27. Juni 2009 Abbruch in China           |
| American Virginia   | 4005      | 8212659    | 1. Dezember 1984   | USL          | Jaqueline J, Virginia, Sea-Land Integrity, ab 14. Mai 2011 Abbruch in China                                                   |
| American Kentucky   | 4006      | 8212661    | 1984               | USL          | Mary Ann, Galveston Bay, 1994 verkürzt, Sea-Land Pride, 2009 Abbruch in Changjiang                                            |
| American Nebraska   | 4007      | 8212673    | 1. April 1985      | USL          | 1988 Nedlloyd Hudson, 1993 OOCL Innovation, 2000 Sea-Land Oregon, 2001 SSG Edward A. Carter Jr., 2016 in Aliağa verschrottet. |
| American Oklahoma   | 4008      | 8212685    | 1985               | USL          | Karen H, Sea-Land Atlantic, 2009 Abbruch in Changjiang                                                                        |
| American Illinois   | 4009      | 8212697    | 1985               | USL          | Patricia M, Sea-Land Quality, 2009 Abbruch in China                                                                           |
| American California | 4010      | 8212702    | 1985               | USL          | Marguerite, CGM Ile de France, OOCL Inspiration, Sea-Land Commitment, 2009 Abbruch in Changjiang                              |
| American Utah       | 4011      | 8212714    | 1. September 1985  | USL          | 1987 Irene D, 1988 Utah, 1988 Newark Bay, 2000 LTC John U.D. Page, Page, 2015 Abbruch in Aliağa                               |
| American Washington | 4012      | 8212726    | 1. September 1985  | USL          | Ruth W, Sea-Land Performance, 2010 Abbruch in China                                                                           |